# Série de pièces commémoratives américaines pour le 50e anniversaire du Mont Rushmore
La série de pièces commémoratives américaines pour le 50e anniversaire du Mont Rushmore est une série commémorative non circulante émise par la Monnaie des États-Unis en 1991 et frappée par les Monnaies de Philadelphie et de San Francisco.
Ces pièces sont autorisées par la loi 101-332 du 16 juillet 1990, qui prévoit l'émission d'une série de pièces en l'honneur du mont Rushmore, pour commémorer son 50e anniversaire.
En plus de la pièce d'un dollar en argent, les autres pièces qui complètent la série commémorative en vertu de la même loi sont la pièce d'or de cinq dollars et la pièce de cinquante cents en cuivre et nickel.

## Contexte

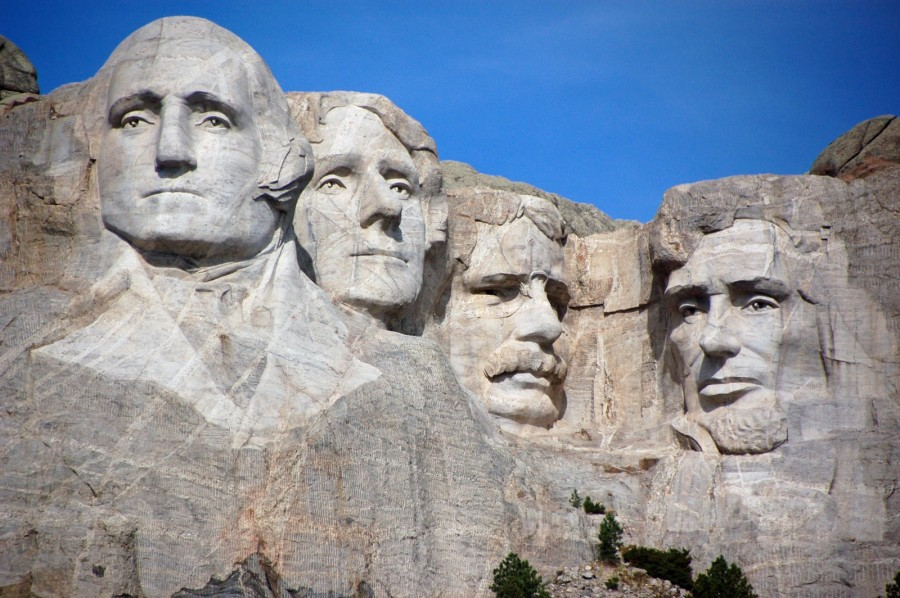
Mont Rushmore dans une perspective similaire à celle reproduite sur l'avers de la pièce commémorative.

Le Mémorial du mont Rushmore, la plus grande sculpture en pierre taillée au monde, mesurant 60 pieds de hauteur (environ 18 mètres), présente les bustes de George Washington, Thomas Jefferson, Theodore Roosevelt et Abraham Lincoln. Aussi grand que soient les sculptures, le Mémorial du mont Rushmore, achevé en 1941, n'est qu'une fraction de la taille et de l'ampleur initialement envisagées par le sculpteur.

## Législation
La loi sur la pièce commémorative du Mont Rushmore National Memorial (loi publique 101-332, du 16 juillet 1990) fournit l'autorisation de produire trois types de pièces commémoratives datées de 1991 à l'occasion du 50e anniversaire de la sculpture monumentale en pierre. La législation stipule qu'aucune pièce de 5 dollars en or ne doit être frappée à plus de 500 000 exemplaires, que le nombre de dollars en argent doit être limité à 2 500 000 unités, de même que celui des demi-dollars en alliage de cuivre-nickel. Cinquante pour cent des recettes provenant des suppléments appliqués aux prix des pièces — 35 dollars par half eagle, 7 dollars par dollar en argent et 1 dollar par demi-dollar, inclus dans le prix de chaque pièce — doivent être attribués à la Mount Rushmore National Memorial Society des Black Hills pour l'amélioration, l'agrandissement et la rénovation du mémorial, le solde étant versé au Trésor américain.

## Dessin

### Demi-dollar

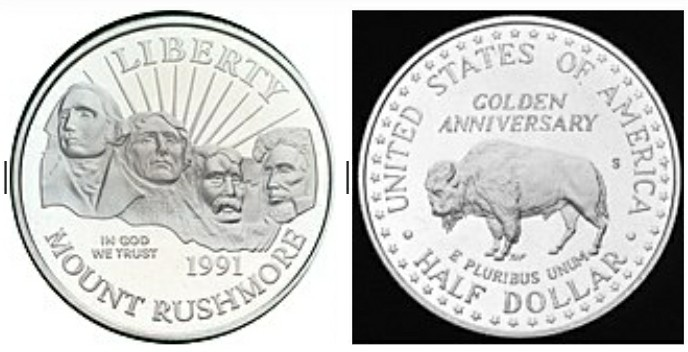
Avers (gauche) et revers (droite) du demi-dollar mont Rushmore.

L'avers du demi-dollar du 50e anniversaire du mont Rushmore, conçu par Marcel Jovine, présente le mont Rushmore et des rayons de soleil. Le revers, conçu par T. James Ferrell, montre une image classique d'un bison américain.

### Dollar
L'avers du dollar du 50e anniversaire du mont Rushmore, conçu par Marika Somogyi, présente le flanc de la montagne du mont Rushmore orné de lauriers. Le revers, conçu par Frank Gasparro, présente le Grand Sceau sur une carte des États-Unis, avec une étoile marquant l'emplacement du mont Rushmore. On y trouve les mots Shrine of Democracy (sanctuaire de la démocratie), le nom original de la sculpture.

### Half eagle

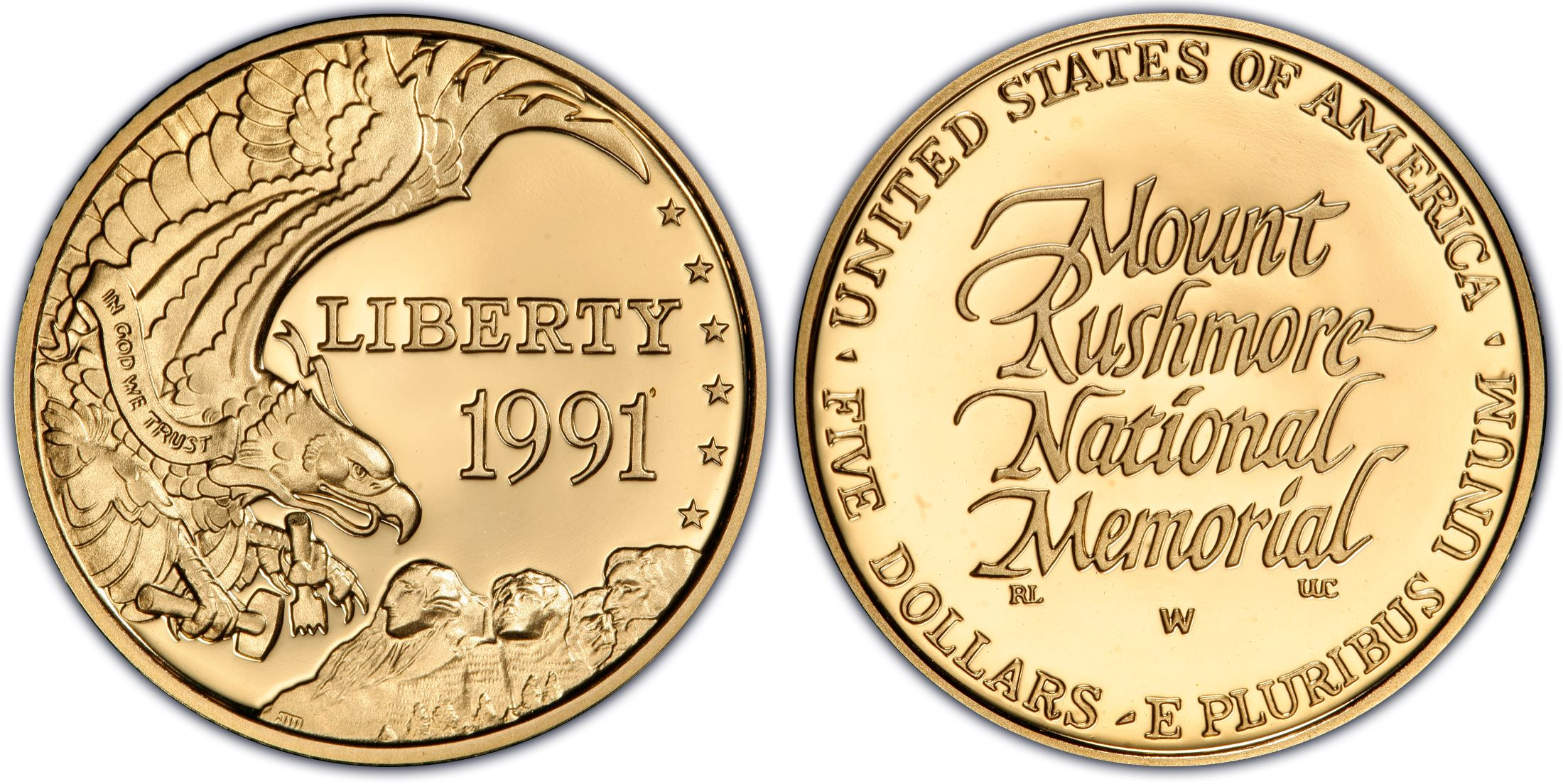
Avers (gauche) et revers (droite) du half eagle mont Rushmore.

L'avers du half eagle du 50e anniversaire du mont Rushmore, conçu par John Mercanti, présente l'aigle américain en vol au-dessus du mont Rushmore et six étoiles sur le bord droit. Le revers, conçu par Robert Lamb, comporte une inscription stylisée « Mount Rushmore National Memorial ».

## Production et vente
Les pièces commémoratives du 50e anniversaire du mont Rushmore sont distribués pour la première fois au printemps 1991, avec une production effectuée dans les Monnaies de Denver et San Francisco. Un contrat de 2,5 millions de dollars pour la commercialisation des pièces du mont Rushmore de toutes les valeurs est attribué à Kobs & Draft Advertising pour le marketing direct et à Edelman Public Relations Worldwide pour les relations publiques.
En septembre 1992, un total de 143 950 pièces de 5 dollars en or, 871 558 pièces de 1 dollar en argent et 926 011 pièces de 50 cents en cupronickel ont été vendues.